# CoRoT-4
CoRoT-4 är en ensam stjärna i den mellersta delen av stjärnbilden Enhörningen. Den har en skenbar magnitud av ca 13,45 och kräver ett teleskop för att kunna observeras. Baserat på parallax enligt Gaia Data Release 2 på ca 1,35 mas, beräknas den befinna sig på ett avstånd på ca 2 420 ljusår (ca 740 parsek) från solen.

## Egenskaper
CoRoT-4 är en gul till vit stjärna i huvudserien av spektralklass F8 V. Den har en massa som är ca 1,16 solmassa, en radie som är ca 1,7 solradie och har en effektiv temperatur av ca 6 200 K.

## Planetsystem
Kring CoRoT-4 kretsar en känd exoplanet, betecknad CoRoT-4b. Det katalogiserades som en del av CoRoT-uppdraget att hitta transiterande planeter, när en planet upptäcktes med hjälp av transitmetoden.
| Planet | Massa          | Halv storaxel (AE) | Siderisk omloppstid (d) | Excentricitet | Inklination | Radie |
| ------ | -------------- | ------------------ | ----------------------- | ------------- | ----------- | ----- |
| b      | 0,72 ± 0,08 MJ | 0,090 ± 0,001      | 9,20205 ± 0,00037       | 0             | -           | -     |